# Tryggve Larssen
Tryggve Larssen, född 3 oktober 1887 i Bergen, död 28 juni 1967 i Oslo, var en norsk skådespelare.
Larssen var dekorationsmålare för teatern 1905–10, tillhörde Ludovica Levys teatersällskap 1911–12, vid teatern i Stavanger 1912–13, Det Norske Teatret 1913–17, Den Nationale Scene 1917–22 och Nationaltheatret från 1922.
Bland hans teaterroller märks Henrik i Den politiske kannstöparen, Ørnulf fra Fjordene i Härmännen på Helgeland, Fouché i Stefan Zweigs Den fattiges lamm, fætter Theodor i Knut Hamsuns Livet i Vold och Nissefar i Resan till Julstjärnan. Han medverkade även i ett stort antal norska filmer och en handfull svenska.

## Filmografi
Enligt Internet Movie Database:
- 1927 – Trollälgen
- 1928 – Viddernas folk
- 1929 – Laila
- 1930 – Eskimå
- 1935 – Samhold må til
- 1936 – Vi bygger landet
- 1936 – Norge for folket
- 1937 – By og land hand i hand
- 1937 – Laila
- 1938 – Lenkene brytes
- 1938 – Det drønner gjennom dalen
- 1938 – Eli Sjursdotter
- 1939 – Gryr i Norden
- 1939 – De värnlösa
- 1940 – Mannen som alla ville mörda
- 1940 – Frestelse
- 1940 – Tante Pose
- 1940 – Tørres Snørtevold
- 1941 – Den kärleken, den kärleken!
- 1941 – Den forsvundne pølsemaker
- 1942 – Nordlandets våghals
- 1942 – Det æ'kke te å tru
- 1943 – Sangen til livet
- 1943 – Den nye lægen
- 1944 – Villmarkens lov
- 1949 – Aldri mer!
- 1951 – Storfolk og småfolk
- 1953 – Ingen mans kvinna